# 줴이
줴이(중국어: 绝艺, 병음: Jué Yì) 또는 파인 아트(영어: Fine Art)는 중국의 미디어 기업 텐센트가 개발한 바둑 컴퓨터 프로그램이다.
개발 시작일은 처음에는 판후이와 대결을 벌여, 나중에는 이세돌에 대항한 알파고가 성공을 거둔 시기 즈음인 2016년 초로 보고되었으며, 몬테카를로 트리 탐색과 결합한 딥 러닝 신경망이 컴퓨터 바둑에 효과적이었음을 보여주었다. 줴이는 2016년 말 인간 바둑 프로 선수들의 능력에 도달하였다.
최초 AI 류세이 마지막 경기에서 줴이는 딥젠고를 패배시킨 뒤 2017년 12월 10일에 우승을 차지하였다.

## 같이 보기
- 알파고
- 한돌 (바둑)